# 朱見泿
信阳悼怀王朱见泿（1471年—1482年），明朝郑简王朱祁锳庶七子，明朝唯一一代信阳王。

## 生平
成化十年（1474年）二月赐名。
成化十七年（1481年）四月，明宪宗遣會昌侯孫銘、彭城伯張信、安鄉伯張寧、惠安伯張瓚為正使，尚寶司司丞李溥、中書舍人徐墱、兵部郎中劉大夏、戶部員外郎白玢為副使，持節冊封朱見泿為信陽王。
成化十八年（1482年），朱见泿去世。因为没有儿子，封国取消。

## 评价
- 《弇山堂别集》卷075：未中早夭，慈仁短折。